# João Falcão (jornalista)
João da Costa Falcão (Feira de Santana, 24 de novembro de 1919 — Salvador, 27 de julho de 2011) foi um advogado, jornalista, político, e escritor, brasileiro, imortal da cadeira número 35 da Academia de Letras da Bahia  e um dos fundadores do extinto Jornal da Bahia.

## Biografia
Em 1938, começou sua militância no Partido Comunista do Brasil para se opor ao Estado Novo.   Em 1954, Falcão foi eleito deputado federal pelo PTB.
Foi um dos fundadores do Jornal da Bahia em 1958 e seu diretor da fundação até 1983. 
Em 2009, lançou o último de seus seis livros: Valeu a pena (Desafios de Minha Vida). 
Imortal da Academia de Letras da Bahia, Cadeira 35, desde 2010. Era casado com Hyldeyh Ferreira, ele teve sete filhos, vinte e um netos e onze bisnetos. 
Morreu em Salvador aos 92 anos, em 27 de julho de 2011.